# David E. Apter
David Ernest Apter (* 18. Dezember 1924 in Brooklyn, New York; † 4. Mai 2010 in New Haven, Connecticut) war ein US-amerikanischer Politikwissenschaftler, Soziologe und Hochschullehrer an der Yale University.

## Leben und Wirken
Nach seinem Militärdienst im Zweiten Weltkrieg studierte David E. Apter Politikwissenschaft und Soziologie zunächst am privaten Antioch College und anschließend an der Princeton University, wo er 1952 den Magistergrad erwarb und 1954 zum Ph.D. promovierte. Als Hochschullehrer wirkte er an der Northwestern University, der University of Chicago und der University of California, Berkeley. Von 1961 bis 1962 leitete er ein Ausbildungsprogramm für das amerikanische Friedenskorps. Seit 1969 lehrte er sowohl Politikwissenschaft als auch Soziologie an der Yale University.
Apter wurde durch Lehre und Forschung zu einem Experten für die politische Entwicklung, der Demokratisierung und politischen Gewalt vor allem in Entwicklungsländern. Hierfür führte er zahlreiche Feldstudien in Afrika, Lateinamerika, aber auch in Japan und China durch. Er gehörte verschiedenen Fachgremien und wissenschaftlichen Institutionen an und wurde durch Preise u. a. von der UNESCO ausgezeichnet.
Im Jahre 1966 wurde er Mitglied der American Academy of Arts and Sciences.

## Veröffentlichungen (Auswahl)
- The Gold coast in transition. Princeton University Press, Princeton, NJ 1955 (= Ph.D.-Dissertation) (2. Aufl. 1959).
- The political kingdom in Uganda. A study in bureaucratic nationalism. Princeton University Press, Princeton, NJ 1961 (neue Ausgabe: Cass, London 1997, ISBN 0-7146-4696-2).
- (Hrsg., mit Harry Eckstein): Comparative politics. A reader. Free Press of Glencoe, London 1963.
- (Hrsg.): Ideology and discontent. Free Press, New York 1964.
- The politics of modernization. The University of Chicago Press, Chicago 1965.
- Some conceptual approaches to the study of modernization. Prentice Hall, Englewood Cliffs, NJ 1968.
- Choice and the politics of allocation. A develomental theory. Yale University Press, New Haven 1971, ISBN 0-300-01444-9.
- (Hrsg., mit James Joll): Anarchism today. Macmillan, London 1971, ISBN 0-333-12039-6.
- Ghana in transition. 2. Aufl. Princeton University Press, Princeton, NJ 1972, ISBN 0-691-02166-X.
- (Hrsg., mit Charles F. Andrain): Contemporary analytical theory. Prentice Hall, Englewood Cliffs, NJ 1974, ISBN 0-13-169532-0.
- Political change. Cass, London 1973.
- Community development. Achievements and Deficiences. In: Internationales Asien-Forum, Bd. 5 (1974), S. 385–400.
- (Hrsg., mit Louis Wolf Goodman): The multinational corporation and social change. Praeger, New York 1976, ISBN 0-275-64580-0.
- Introduction to political analysis. Winthrop, Cambridge, Mass. 1977, ISBN 0-87626-408-9.
- Notes on the underground. Left violence and the national state. In: Daedalus, Bd. 108 (1979), S. 155–172.
- (mit Nagayo Sawa): Against the state. Politics and social protest in Japan. Harvard University Press, Cambridge, Mass. 1984, ISBN 0-674-00921-5.
- Rethinking Development. Modernization, dependency and postmodern politics. Sage, Newbury Park 1987, ISBN 0-8039-2971-4.
- (mit Tony Saich): Revolutionary discourse in Mao's Republic. Harvard University Press, Cambridge, Mass. 1994, ISBN 0-674-76780-2.
- (Hrsg., mit Carl G. Rosberg): Political development and the new realism in Sub-Saharan Africa. University Press of Virginia, Charlottesville 1994, ISBN 0-8139-1479-5.
- (mit Charles F. Andrain): Political protest and social change. Analyzing politics. New York University Press, New York 1995, ISBN 0-8147-0630-4.
- (Hrsg.): The legitimization of violence. Macmillan, Basingstoke 1997, ISBN 0-333-63744-5.
- Comparative sociology. Some paradigms and their moments. In: Craig J. Calhoun (Hrsg.): The Sage handbook of sociology. Sage, London 2005, S. 103–126, ISBN 0-7619-6821-0.
- Globalisation and the politics of negative pluralism. In: International social science journal, Bd. 59 (2008), S. 255–268.